# 韋爾芬巴赫河

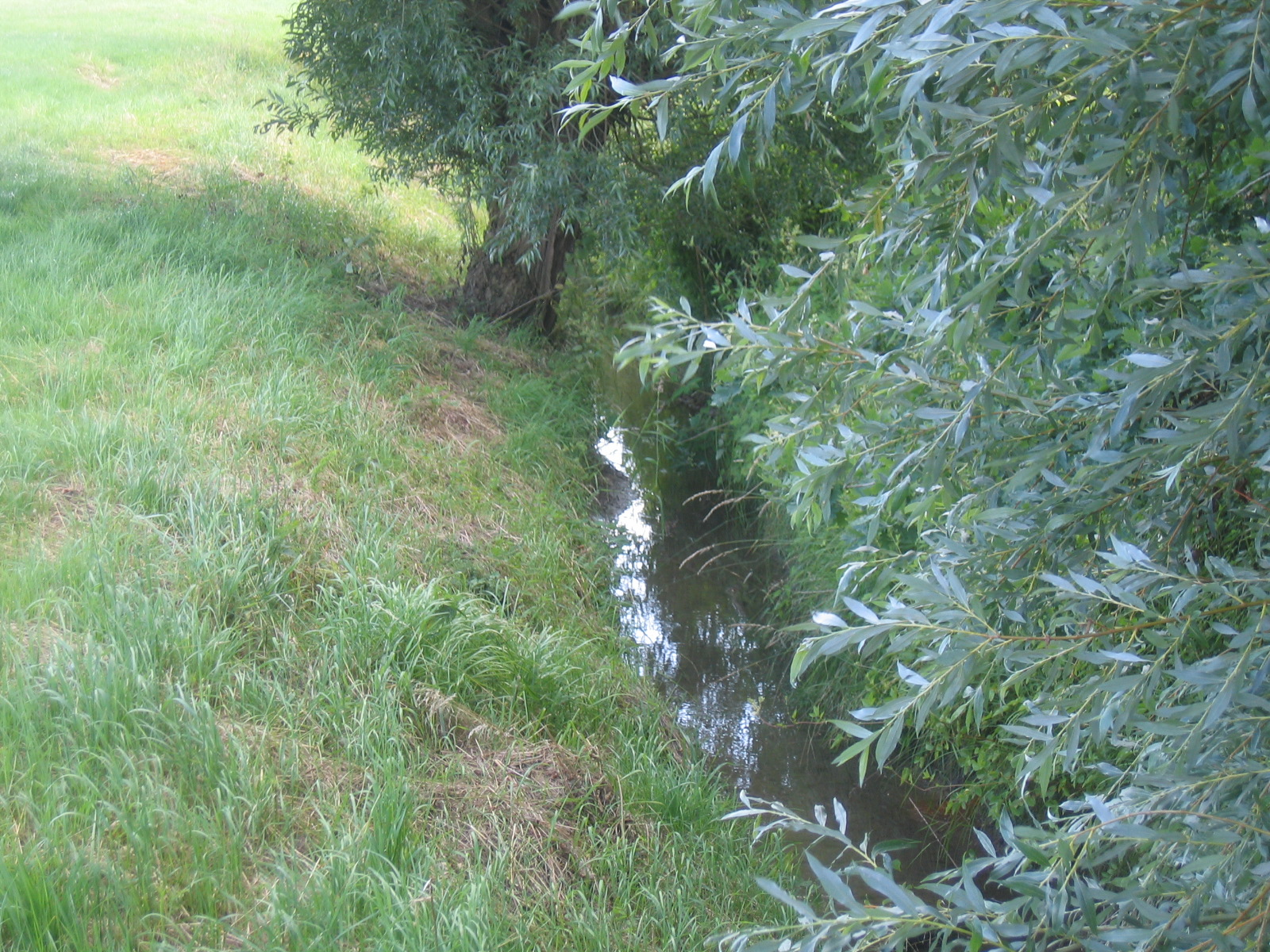

52°11′9.07″N 8°33′50.82″E / 52.1858528°N 8.5641167°E
韋爾芬巴赫河（德語：Werfener Bach），是德國的河流，位於該國西部，處於北萊茵-威斯特法倫州，屬於埃爾瑟河的左支流，河道全長4.7公里，流域面積16.2平方公里。